# Bagolypapagáj-félék
A bagolypapagáj-félék (Strigopidae) a madarak osztályába sorolt papagájalakúak (Psittaciformes) rendjében a bagolypapagáj-szerűek (Strigopoidea) öregcsaládjának névadó családja.

## Rendszertani helyzetük
A papagájalakúak (Psittaciformes) rendszertana sokáig vitatott volt, így a Strigopoidea fajok elhelyezése is többször változott. A 2020-as évekre rendet három öregcsaládra bontják. A Strigopoidea öregcsaládba tartozó fajokat hagyományosana Psittacoidea öregcsaládba sorolták, de számos tanulmány igazolta egyedi helyzetüket a papagáj törzsfa alján. A legtöbb szerző mára már önálló taxonnak ismeri el.
A 2020-as évek elején a bagolypapagáj-szerűek (Strigopoidea) öregcsaládját két családra osztják úgy, hogy a másik család a keaféléké (Nestoridae) egy recens és egy kihalt nemmel.
A bagolypapagáj-félék (Strigopidae) családjának egyetlen faja a kakapó (bagolypapagáj, (Strigops habroptila). Az ennek megfelelő alcsalád a bagolypapagáj-formák (Strigopinae).

## Fordítás
- Ez a szócikk részben vagy egészben  a   New Zealand parrot című angol Wikipédia-szócikk fordításán alapul.  Az eredeti cikk szerkesztőit annak laptörténete sorolja fel. Ez a jelzés csupán a megfogalmazás eredetét és a szerzői jogokat jelzi, nem szolgál a cikkben szereplő információk forrásmegjelöléseként.